# Prix Tieto-Finlandia
Le Prix Tieto-Finlandia (finnois : Tieto-Finlandia-palkinto) est un prix littéraire décerné chaque année depuis 1989 en Finlande.

## Description
Créé en 1989, il est considéré comme le Prix le plus important de littérature hors fiction. Les lauréats sont le plus souvent des vulgarisateurs scientifiques significatifs.

## Liste des lauréats
| Lauréats du prix Tieto-Finlandian |                                                                         | |                        |
| Année                             | Auteur                                                                  | Livre | Électeur               |
| 1989                              | Erik Tawaststjerna                                                      | Jean Sibelius 1–5                                                                                                |                        |
| 1990                              | Markku Löytönen (fi) (ed.)                                              | Matka-arkku. Suomalaisia tutkimusmatkailijoita                                                                   |                        |
| 1991                              | Olli Marttila, Tari Haahtela, Hannu Aarnio, Pekka Ojalainen             | Suomen päiväperhoset                                                                                             |                        |
| 1992                              | Jukka Salo (fi), Mikko Pyhälä (fi)                                      | Amazonia |                        |
| 1993                              | Erik Wahlström (fi), Tapio Reinikainen, Eeva-Liisa Hallanoro            | Ympäristön tila Suomessa                                                                                         |                        |
| 1994                              | Heikki Ylikangas (fi)                                                   | Tie Tampereelle. Dokumentoitu kuvaus Tampereen antautumiseen johtaneista sotatapahtumista Suomen sisällissodassa |                        |
| 1995                              | Matti Sarmela (fi)                                                      | Suomen perinneatlas                                                                                              |                        |
| 1996                              | Pekka Kivikäs (fi)                                                      | Kalliomaalaukset – muinainen kuva-arkistomme                                                                     |                        |
| 1997                              | Fabian Dahlström (fi), Erkki Salmenhaara, Mikko Heiniö                  | Suomen musiikin historia 1–4                                                                                     |                        |
| 1998                              | Hannu Karttunen (fi)                                                    | Vanhin tiede. Tähtitiedettä kivikaudesta kuulentoihin                                                            | Leena Palotie          |
| 1999                              | Kari Enqvist (fi)                                                       | Olemisen porteilla                                                                                               |                        |
| 2000                              | Anu Kantola (fi) et al.                                                 | Maailman tila ja Suomi                                                                                           |                        |
| 2001                              | Heikki Paunonen (fi), Marjatta Paunonen                                 | Tsennaaks Stadii, bonjaaks slangii. Stadin slangin suursanakirja                                                 |                        |
| 2002                              | Esko Valtaoja (fi)                                                      | Kotona maailmankaikkeudessa                                                                                      | Isä Ambrosius          |
| 2003                              | Antti Helanterä (fi), Veli-Pekka Tynkkynen (fi)                         | Maantieteelle Venäjä ei voi mitään                                                                               | Astrid Gartz           |
| 2004                              | Elina Sana                                                              | Luovutetut. Suomen ihmisluovutukset Gestapolle                                                                   | Hannu Taanila          |
| 2005                              | Sami Koski (fi), Mika Rissanen (fi), Juha Tahvanainen (fi)              | Antiikin urheilu                                                                                                 | Kari Raivio            |
| 2005                              | Jari Leskinen (fi), Antti Juutilainen (fi)                              | Jatkosodan pikkujättiläinen                                                                                      | Helena Ranta           |
| 2006                              | Erkki Tuomioja                                                          | Häivähdys punaista                                                                                               | Raimo Väyrynen         |
| 2007                              | Peter von Bagh                                                          | Sininen laulu | Matti Apunen           |
| 2008                              | Marjo T. Nurminen (fi)                                                  | Tiedon tyttäret                                                                                                  | Veikko Sonninen        |
| 2009                              | Henrika Tandefelt (fi)                                                  | Borgå 1809. Ceremoni och fest                                                                                    | Björn Wahlroos         |
| 2010                              | Vesa Sirén (fi)                                                         | Suomalaiset kapellimestarit                                                                                      | Sinikka Salo           |
| 2011                              | Soili Stenroos (fi), Teuvo Ahti (fi), Katileena Lohtander, Leena Myllys | Suomen jäkäläopas                                                                                                | Alf Rehn               |
| 2012                              | Elina Lappalainen (fi)                                                  | Syötäväksi kasvatetut - Miten ruokasi eli elämänsä                                                               | Janne Virkkunen        |
| 2013                              | Ville Kivimäki (fi)                                                     | Murtuneet mielet. Taistelu suomalaissotilaiden hermoista 1939–1945                                               | Maija Tanninen-Mattila |
| 2014                              | Mirkka Lappalainen (fi)                                                 | Pohjolan leijona: Kustaa II Adolf ja Suomi 1611–1632                                                             | Heikki Hellman         |
| 2015                              | Tapio Tamminen                                                          | Kansankodin pimeämpi puoli                                                                                       | Arto Nyberg            |

|}